# Pirro Ligorio
Pirro Ligorio, pintor, arquitecto, anticuario y paisajista italiano nacido en Nápoles en 1510 o 1513 y fallecido en Ferrara el 30 de octubre de 1583.

## Biografía

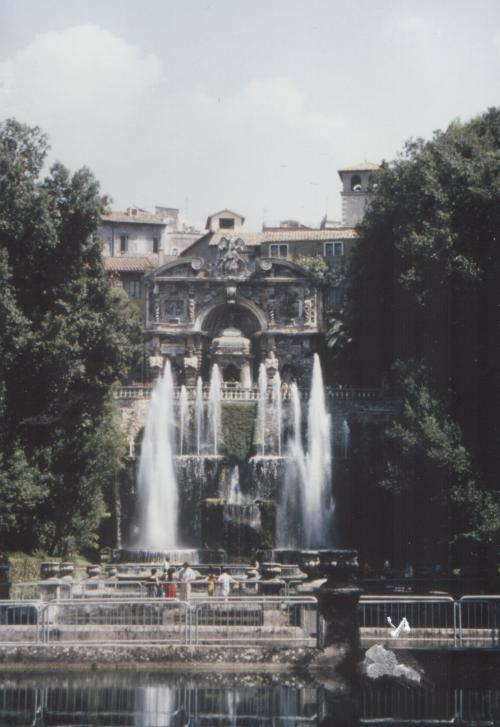
Villa d’Este en Tívoli obra maestra de Pirro Ligorio

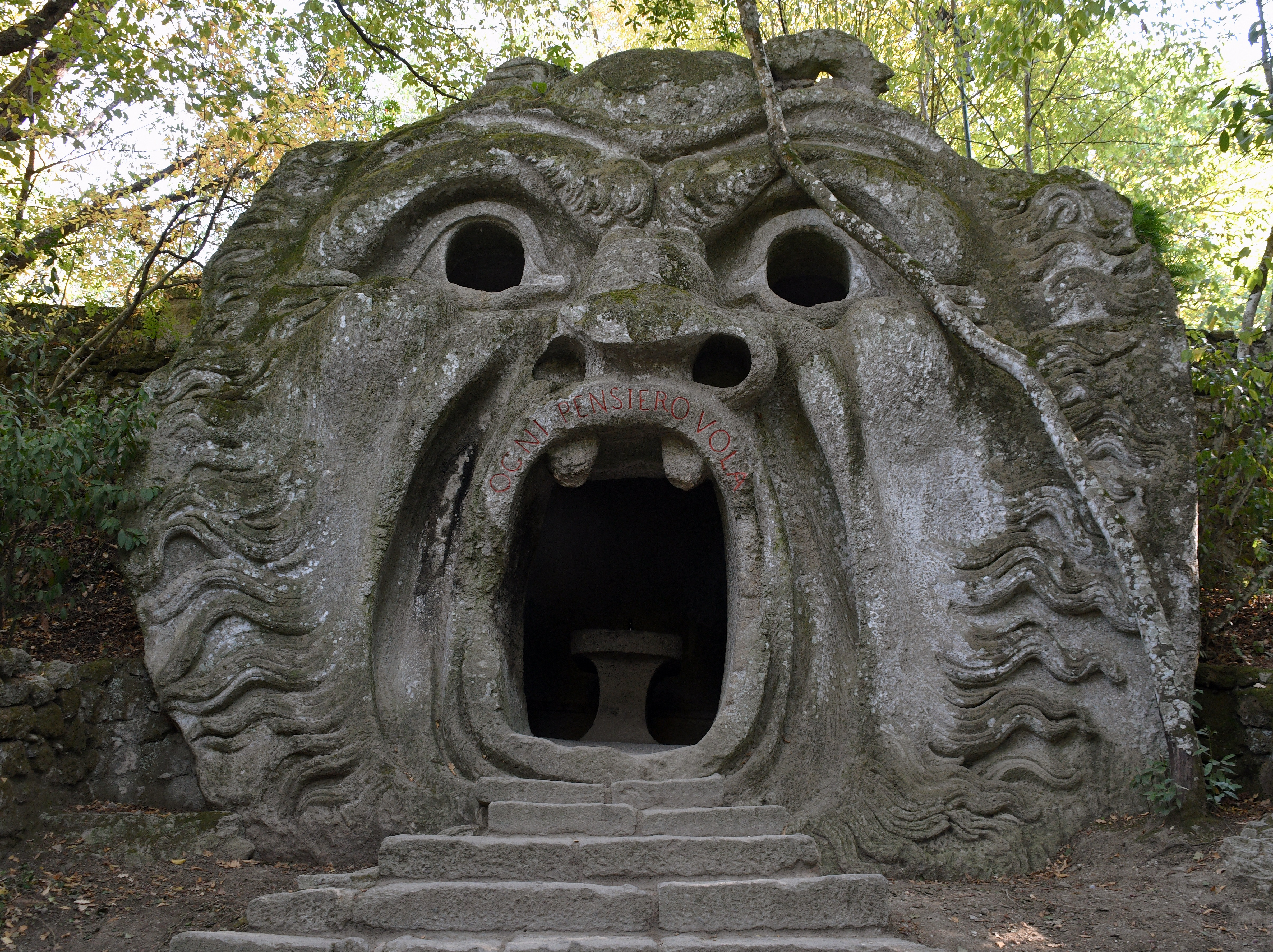
Ogro en el Parque de los monstruos de Bomarzo.

En 1534 Ligorio se fue a Roma, donde se interesó por las antigüedades y fue nombrado superintendente de los monumentos antiguos por los Papas Pío IV y Paulo IV. En 1549 comenzó las excavaciones en Villa Adriana en Tívoli y diseñó su obra maestra, los juegos de agua de Villa d'Este, para el Cardenal Hipólito II de Este. También diseñó las fuentes de Villa Lante en Bagnaia, en colaboración con Vignola.
En 1552, por encargo del Príncipe Pier Francesco Orsini termina el parque - jardín de la
"Villa delle Meraviglie" de Bomarzo (más conocido como el Parque de los Monstruos de Bomarzo) que pretendía ser algo único en el mundo.
Su gusto manierista también está presente en la Casina di Pio IV (conocida como Villa Pia) de la Ciudad del Vaticano (1559-1562).
A la muerte de Miguel Ángel en 1564, es nombrado arquitecto de la Basílica de San Pedro y termina la cúpula en colaboración con Giacomo della Porta, pero al querer cambiar varios diseños y criticar a Miguel Ángel, es despedido en 1568 por el Papa Pio V. Esto le empuja a dejar Roma y se va a Ferrara, donde fue huésped del Duque Alfonso II de Este.
Como erudito de antigüedades, una de sus más famosas publicaciones fue un mapa de la Antigua Roma (Antiquae Urbis Imago) de 1561.
Por orden del Duque Estensi, a Ligorio le fue dado el encargo de la responsabilidad de la evaluación de daños en las edificaciones que sufrieron los terremotos de 1570 a 1574. Su reporte abarcó edificaciones privadas y públicas y fue tan detallado, que ha sido posible localizar la mayoría de daños de los edificios en un plano de Ferrara. Los reportes describen también muchas características de las técnicas de construcción local e incluye una lista de factores de vulnerabilidad.